# خطوط هوایی فلسطین

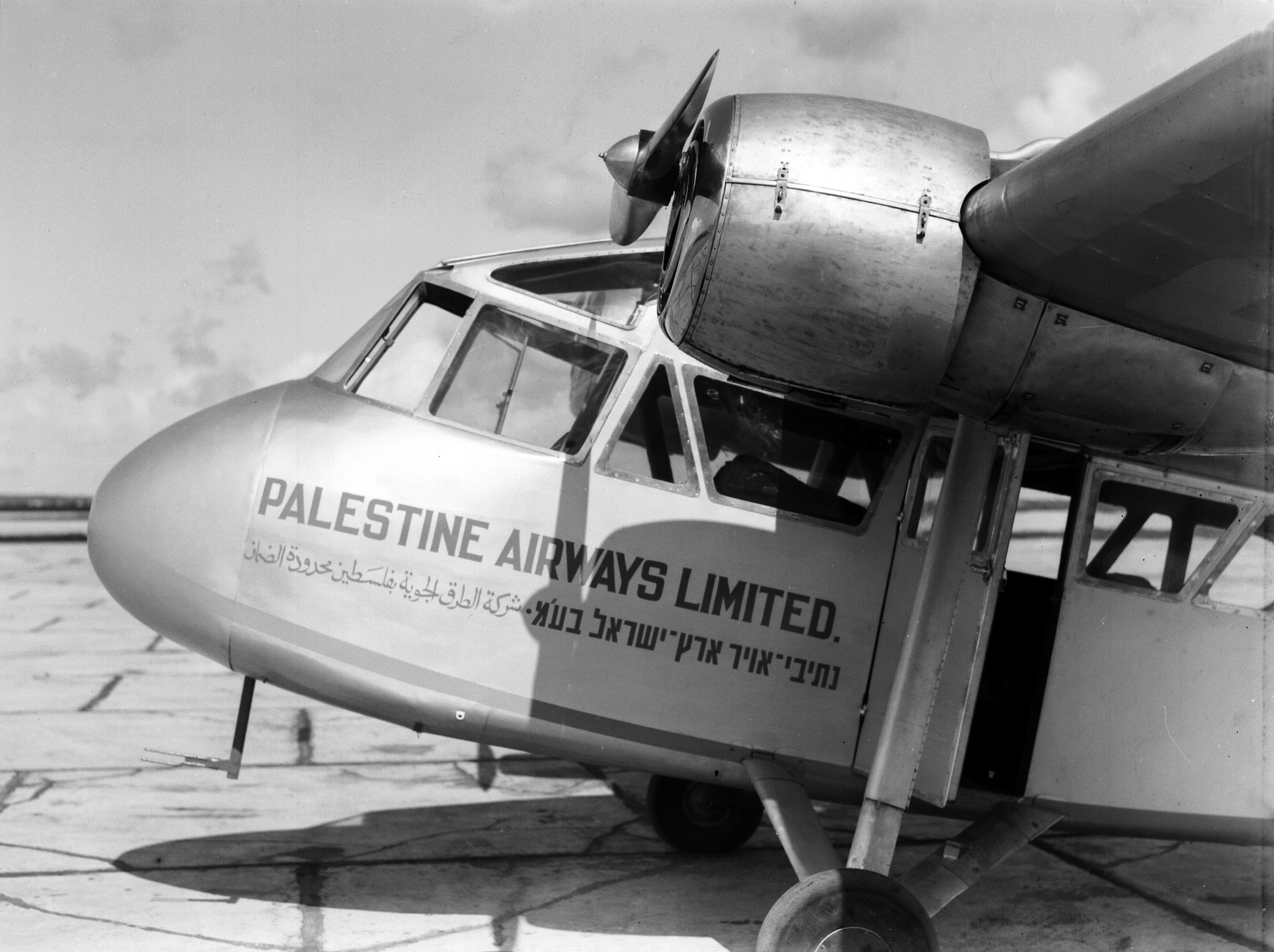
هواپیمای خطوط هوایی فلسطین

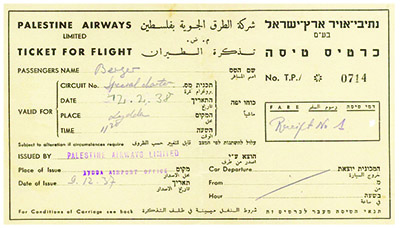
بلیت هواپیمایی فلسطین، ۱۹۳۷

پلستاین ایرویز (عبری: נתיבי אוויר ארץ ישראל‎، آوانگاری: Netivei Avir Eretz Yisrael, عربی: شرکة الطرق الجویة بفلسطین) یک شرکت هواپیمایی بود که توسط صهیونیست پیناس روتنبرگ در فلسطین تحت قیمومت بریتانیا و در ارتباط با هیستادروت و آژانس یهودی تأسیس شد. در سال ۱۹۳۷ این خط هوایی توسط وزارت نیروی هوایی دولت بریتانیا مصادره شد.
بین ژوئیه ۱۹۳۷ و اوت ۱۹۴۰، تحت حمایت شرکت بریتانیایی امپریال ایرویز فعالیت می‌کرد. در طول این سال‌ها، پلستاین ایرویز هزاران مسافر را جابجا کرد که بهترین سال آن سال ۱۹۳۸ با ۶٫۴۰۰ مسافر بود.

## تاریخ
این شرکت هواپیمایی در ۱۸ دسامبر ۱۹۳۴ به عنوان یک شرکت هوانوردی خصوصی با کمک امپریال ایرویز که خدمه آن خلبانی و سرویس هواپیما را بر عهده داشتند و بررسی مسافران را انجام می‌دادند، ثبت شد. در ۱۱ اوت ۱۹۳۷ در حیفا ۳ بار در هفته پروازهای تجاری را به لد آغاز کرد. این خط هوایی برای چندین ماه کار کرد، اما با تشدید تنش با اعراب متوقف شد و خطر برای جابجایی مسافرانی که از تل آویو، مرکز اصلی جمعیت یهودیان، از طریق سرزمین اکثریت عرب از طریق زمین به فرودگاه لد سفر می‌کردند، بسیار زیاد شد. در سال ۱۹۳۸ شرکت هواپیمایی فلسطین پایگاه اصلی خود را به فرودگاه نوساز تل‌آویو (در سال ۱۹۴۰ به سد دوم تغییر نام داد) منتقل کرد و عملیات خود را در مسیر تل‌آویو به حیفا آغاز کرد. از سپتامبر ۱۹۳۸، این مسیر از حیفا به بیروت گسترش یافت.
شرکت هواپیمایی فلسطین در اوت ۱۹۴۰ هنگامی که هواپیماهای آن توسط نیروی هوایی بریتانیا برای استفاده در تلاش‌های جنگی به عنوان هواپیماهای حمل و نقل و ارتباطی مصادره شد، فعالیت خود را متوقف کرد.

## هواپیما
در ابتدا در ژوئیه ۱۹۳۷، این شرکت هواپیمایی با دو هواپیمای تک‌موتوره، پنج سرنشینه پرواز کرد. در سال ۱۹۳۸ دو هواپیمای دیگر خریداری شد: یک هواپیمای هشت نفره د هویلند دراگون راپید و یک نسخه هواپیما با ده صندلی از هواپیمای شناور. هواپیماهای بزرگتر برای خدمات رسانی به لارناکا و پروازهای کرایه‌ای در مصر مورد استفاده قرار گرفتند.

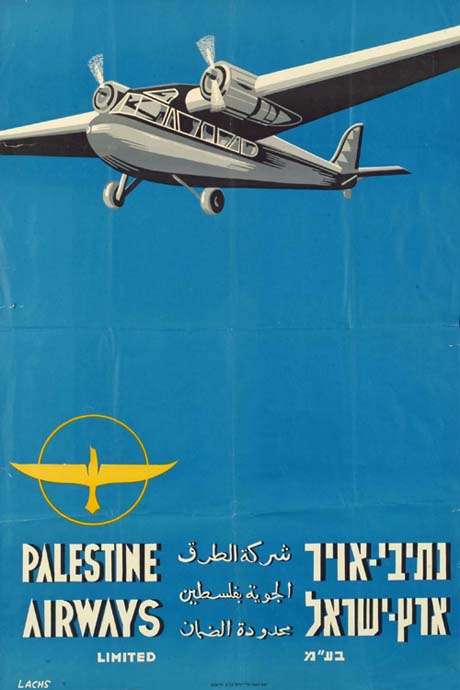
پوستر تبلیغاتی